# Fastjet Zimbabwe
Fastjet Zimbabwe ist eine simbabwische Fluggesellschaft im Low-Cost-Bereich. Sie ist eine Tochtergesellschaft der südafrikanisch-britischen Holding Fastjet PLC. 
Fastjet Plc ersuchte am 25. März 2015 um eine Lizenz für eine neue Tochtergesellschaft. Am 6. Oktober 2015 erhielt Fastjet Zimbabwe ihr Air Operator Certificate.

## Flugziele
Es werde (Stand August 2022) von Bulawayo, Harare und Victoria Falls Ziele im südlichen Afrika, d. h. in Botswana und Südafrika bedient. Zudem werden Inlandsflüge zwischen den drei Städten angeboten.

## Flotte
Mit Stand April 2023 besteht die Flotte der Fastjet Zimbabwe aus fünf Flugzeugen mit einem Durchschnittsalter von 25,5 Jahren:
| Flugzeugtyp              | Anzahl | bestellt | Anmerkungen | Sitzplätze |
| ------------------------ | ------ | -------- | ----------- | ---------- |
| Embraer EMB-120 Brasilia | 2      |          |             | 30         |
| Embraer ERJ-145          | 3      |          |             | 50         |
| Gesamt                   | 5      | -        |             |            |